# Chặng đường tôi đi
Chặng đường tôi đi (tiếng Hàn: 마이 웨이, tiếng Anh: My Way) là một bộ phim chiến tranh - hành động - tâm lý năm 2011 của Hàn Quốc do Kang Je-gyu đạo diễn kiêm biên kịch và sản xuất, vị đạo diễn này từng được biết đến qua bộ phim chiến tranh Tae Guk Gi (2004). Diễn viên trong phim là Jang Dong-gun, nam diễn viên người Nhật Joe Odagiri và nữ diễn viên người Trung Quốc Phạm Băng Băng. Phim được gửi tham dự Liên hoan phim quốc tế Hà Nội lần thứ 2 ở hạng mục Chùm phim Hàn Quốc.
Chặng đường tôi đi dựa trên một câu chuyện có thật về một anh chàng người Triều Tiên mang tên Yang Kyoungjong, trong Chiến tranh thế giới thứ hai anh từng bị bắt tham gia Lục quân Đế quốc Nhật Bản, Hồng Quân Liên Xô và Wehrmacht.

## Nội dung
Phim lấy bối cảnh bán đảo Triều Tiên trong thời kỳ Đế quốc Nhật Bản cai trị. Kim Jun-shik và Hasegawa Tatsuo là đôi bạn thân từ nhỏ, một người Hàn Quốc và một người Nhật Bản, cả hai đều có tài năng chạy bộ, nhưng sau này lớn lên thì họ lại ghét nhau và trở thành đối thủ nặng ký của nhau trong môn chạy điền kinh. Một lần nọ, do gây bạo động trong một cuộc thi chạy nên Jun-shik cùng nhiều người bạn Hàn Quốc khác bị chính quyền Nhật bắt gia nhập Lục quân Đế quốc Nhật Bản.
Tháng 7 năm 1939, đội quân của Jun-shik được lệnh tham gia Trận Khalkhyn Gol ở biên giới Mông Cổ, tại nơi đây Jun-shik gặp một cô nàng bắn tỉa người Trung Quốc tên Shirai bị lính Nhật bắt về tra tấn. Tatsuo bất ngờ đi đến doanh trại với chức Đại tá rồi nắm quyền chỉ huy binh lính ở đây, anh ta đưa ra nhiều luật lệ khắt khe không thể tả nổi. Jun-shik bị Tatsuo bắt nhốt vì dám từ chối tham gia lực lượng cảm tử. Đêm đó Jun-shik và Shirai được vài người bạn cứu thoát và tất cả họ bỏ trốn khỏi doanh trại. Sáng hôm sau, Jun-shik phát hiện hàng chục xe tăng Liên Xô ở bờ sông Khalkhyn Gol chuẩn bị tấn công, anh bảo bạn mình hãy trốn trước để anh quay lại cảnh báo quân Nhật, anh làm thế vì muốn cứu nhiều người bạn Hàn Quốc khác. Shirai bắn rơi một chiếc máy bay Liên Xô để cứu Jun-shik, nhưng cô đã bị đạn máy bay bắn chết. Tatsuo quyết không ra lệnh rút lui nên anh ta, Jun-shik và tất cả binh lính đều bị bắt.
Tháng 2 năm 1940, quân Liên Xô đưa Jun-shik và Tatsuo đến trại tù binh Kungursk, thuộc phía Bắc Perm, Liên Xô. Ở nơi này, tình trạng chết cóng và bạo lực xảy ra nhiều vô kể. Khi có tin Đức Quốc Xã tuyên chiến với Liên Xô thì Jun-shik, Tatsuo cùng các tù binh bị bắt tham gia Hồng quân đi đánh trận. Tháng 12 năm 1941, họ được đưa đến Dedovsk để tấn công quân Đức, bất cứ ai tiến lên đều hứng chịu cơn mưa đạn của quân Đức, còn ai dám chạy về cũng bị quân Liên Xô bắn chết. Jun-shik và Tatsuo đành nằm giả chết chờ tới khi cả hai phe đều rút đi thì mới cùng nhau bỏ trốn, họ dự định đi đến Đức nhưng trên đường đi Tatsuo bị kiệt sức do vết thương trên người. Jun-shik để Tatsuo nghỉ ngơi trong một căn nhà trong khi anh đi tìm người giúp đỡ, tình cờ một tiểu đoàn Đức đi ngang qua, do không hiểu ngôn ngữ của Jun-shik nên chúng đã bắt anh đi, còn Tatsuo thì được cứu bởi một nhóm lính Đức của tiểu đoàn khác.
Ba năm sau, tức là năm 1944, Jun-shik và Tatsuo gặp lại nhau ở bờ biển Omaha, Normandy, nước Pháp. Cả hai người giờ là lính của lực lượng Wehrmacht, họ lên kế hoạch đào ngũ để trốn về Hàn Quốc. Buổi sáng hôm đó, cả hai định bỏ đi thì đúng lúc Thủy quân lục chiến Hoa Kỳ tấn công bờ biển, lính Đức tập hợp lại để chiến đấu, cả hai phe đánh nhau dữ dội, Jun-shik và Tatsuo cố gắng bỏ chạy khỏi các chiến hào. Trong lúc đang chạy vào rừng thì mảnh bom văng trúng người Jun-shik khiến anh bị trọng thương, trước khi chết anh bảo Tatsuo rằng bây giờ Tatsuo sẽ là Kim Jun-shik và hãy nói tiếng Hàn Quốc với lính Mỹ, vì nếu cho họ biết mình là người Nhật thì Tatsuo có thể bị giết do trong thời gian này người Nhật đang là kẻ thù của người Mỹ. Sau ngày hôm đó, quân Mỹ chiếm được bờ biển Omaha, Tatsuo được họ tha mạng. Bộ phim kết thúc với cảnh Tatsuo, mang tên Kim Jun-shik, tham gia một cuộc thi chạy điền kinh tại Mỹ, lúc chạy anh ta đã nhớ lại ngày đầu tiên anh ta và Jun-shik chạy thi cùng nhau khi cả hai còn là trẻ con.

## Diễn viên
- Jang Dong-gun vai Kim Jun-shik
- Joe Odagiri vai Hasegawa Tatsuo
- Phạm Băng Băng vai Shirai
- Kim In-kwon vai Lee Jong-dae
- Lee Yeon-hee vai Kim Eun-soo
- Kim Hee-won vai Choon-bok
- Oh Tae-kyung vai Kwang-choon
- Kwak Jung-wook vai Min-woo
- Taro Yamamoto vai Noda
- Manabu Hamada vai Mukai
- Shingo Tsurumi vai Takakura
- Kim Shi-hoo vai Tsukamoto
- Yun Hui-won vai Son Ki-jung
- Chun Ho-jin vai Cha của Jun-shik
- Isao Natsuyagi vai Ông của Tatsuo
- Shiro Sano vai Cha của Tatsuo
- Kumi Nakamura vai Mẹ của Tatsuo
- Shin Sang-yeob vai Jun-shik lúc nhỏ
- Sung Yoo-bin vai Tatsuo lúc nhỏ
- Jo Min-ah vai Eun-soo lúc nhỏ